# Santa Catalina de Garabito
Santa Catalina de Garabito fue una reducción o pueblo de indígenas de Costa Rica, que existió desde 1574 hasta fines del siglo XVIII. Estaba ubicado en las vecindades de la quebrada Garabito, en el actual cantón de San Mateo, en la provincia de Alajuela.

## Historia
El pueblo fue establecido en 1574, cuando el rey de los huetares Garabito fue sometido por el capitán español Luis González de Estrada y se bautizó junto con más de tres mil de sus súbditos. El rey posiblemente murió y fue sepultado en el mismo pueblo. La iglesia fue puesta a cargo de doctrineros franciscanos y en ella había una imagen de Santa Catalina, que se trajo en 1590, posiblemente de Nicaragua o Panamá.
La población de Santa Catalina disminuyó rápidamente, ya que para 1583 solamente quedaban en él unos 500 habitantes. Desde fines del siglo XVI hasta principios del siglo XVII fue cabecera del Corregimiento de Garabito, que para 1659 ya se había extinguido.
Originariamente la población de Santa Catalina de Garabito tuvo que pagar tributo a varios encomenderos. Posteriormente las encomiendas fueron quedando vacantes y para 1701 todos los indígenas del pueblo pagaban tributo a la Corona.
En 1709 el pueblo de Santa Catalina contaba solamente con catorce familias. Sin embargo, en la visita que efectuó a la localidad el gobernador don José Antonio Lacayo de Briones y Palacios se encontraron únicamente siete, para un total de veintisiete habitantes. En 1717 el pueblo fue visitado por el gobernador Don Pedro Ruiz de Bustamante  y en 1719 por su sucesor Don Diego de la Haya Fernández. Este último, en un informe al rey Don Felipe V, fechado en Cartago el 15 de marzo de ese año, se refirió así a lo que ya era más bien un diminuto caserío:
“.. desde dicho río [el Grande] para llegar al pueblo de Garavito, camino para Esparza, se pasa una montaña de cinco leguas, bien agria, áspera y elevada, con diferentes ríos y quebradas; desde la cual y con otras cinco leguas se llega al dicho pueblo de Garavito, el cual al presente tiene tres casas de paja y otras tantas familias de naturales… Desde el citado pueblo de Garavito á la ciudad de Esparza hay cuatro leguas…”
Para la segunda mitad del siglo, la población había aumentado, porque un censo de octubre de 1762 registró que tenía 103 habitantes; pero un nuevo censo practicado en enero de 1763, es decir, solamente cuatro meses después, indicó que quedaban 93. 
El 15 de octubre de 1761 la Real Audiencia de Guatemala dispuso que los misioneros hicieran entradas al pueblo indígena de Cabagra, en el sur de Costa Rica, y sacaran de allí indígenas, a fin de reubicarlos en el pueblo de Nuestra Señora del Pilar (Tres Ríos). En 1762 se procedió a cumplir con esta disposición, pero 105 de los indígenas obligados a cambiar de asiento no fueron reubicados en el pueblo de Nuestra Señora del Pilar, sino en Santa Catalina de Garabito  . 

## Desaparición
El 13 de noviembre de 1765, en una carta dirigida al presidente de la Real Audiencia de Guatemala sobre las entradas de los misioneros a Talamanca, el gobernador de Costa Rica don José Joaquín de Nava y Cabezudo le informó que Santa Catalina de Garabito estaba ubicado en un lugar malsano, que se habían muerto muchos indígenas y que convendría trasladar el pueblo a otro sitio. Propuso que los habitantes de Santa Catalina fueran reubicados en un lugar del nuevo camino que se iba a abrir de Cartago a Térraba. La Real Audiencia lo dispuso así, pero la orden no se ejecutó. 
En un informe fechado el 11 de octubre de 1768, el mismo gobernador Nava informó sobre la conveniencia de reunir en un solo pueblo los de Nuestra Señora del Pilar, Santa Catalina de Garabito y San José de Orosi. Se desconocen la fecha y las circunstancias en que finalmente fue abandonado el pueblo, pero al parecer lo que se hizo fue repartir a sus escasos habitantes entre Tres Ríos y Orosi. Para 1782 ya había desaparecido. 

## Localización de los vestigios
Los vestigios del pueblo fueron localizados el 7 de mayo de 1961 por un grupo de investigadores, entre los cuales figuraban Miguel Ángel Xirinachs Meza y Carlos Meléndez Chaverri. Encontraron la plataforma o base de lo que al parecer fue la iglesia del poblado indígena, construida a base de piedra y ladrillos según los vestigios encontrados y que medía más o menos veinte varas de largo por doce de ancho. También se hallaron indicios de otras construcciones y fragmentos varios de objetos de manufactura indígena.